# Prémontré
Prémontré település Franciaországban, Aisne megyében. Lakosainak száma 596 fő (2022. január 1.). Prémontré Bassoles-Aulers, Brancourt-en-Laonnois, Fresnes-sous-Coucy, Saint-Gobain, Septvaux, Wissignicourt és Cessières-Suzy községekkel határos.

## Népesség
A település népességének változása:
| Lakosok száma | 2024 | 1490 | 1070 | 769  | 776  | 700  | 661  | 658  | 637  | 596  |
|               | 1968 | 1982 | 1990 | 2006 | 2013 | 2015 | 2017 | 2019 | 2020 | 2022 |